# Elementaire matrix
In de lineaire algebra is een elementaire matrix een vierkante matrix die ontstaat door een elementaire rijoperatie op de  eenheidsmatrix toe te passen. Elementaire matrices maken het mogelijk de elementaire rijoperatie te schrijven met matrices. Door een vierkante matrix links te vermenigvuldigen met een elementaire matrix, wordt op de matrix de overeenkomende elementaire rij-operatie uitgevoerd. Rechts vermenigvuldigen zorgt voor de overeenkomende kolomoperatie. 
Er zijn drie elementaire rij-operaties:
1. een rij met een constante ongelijk 0 vermenigvuldigen
2. twee rijen onderling verwisselen
3. een veelvoud van een rij bij een andere rij optellen

Er zijn bijgevolg drie overeenkomstige typen elementaire matrices. {\displaystyle c\neq 0}
1. {\displaystyle {\begin{bmatrix}1&0&0&0\\0&1&0&0\\0&0&c&0\\0&0&0&1\end{bmatrix}}}
2. {\displaystyle {\begin{bmatrix}1&0&0&0\\0&0&0&1\\0&0&1&0\\0&1&0&0\end{bmatrix}}}
3. {\displaystyle {\begin{bmatrix}1&0&0&0\\0&1&c&0\\0&0&1&0\\0&0&0&1\end{bmatrix}}}